# هیترو اسکپرس
هیترو اسکپرس (انگلیسی: Heathrow Express) یک خط راه‌آهن مابین فرودگاه هیترو لندن و ایستگاه پادینگتون است که توسط شرکتی به همین نام اداره میشود.
این خط که دارای ۳ ایستگاه می‌باشد در ۲۳ ژوئن ۱۹۹۸ تأسیس شده‌است.

## نگارخانه

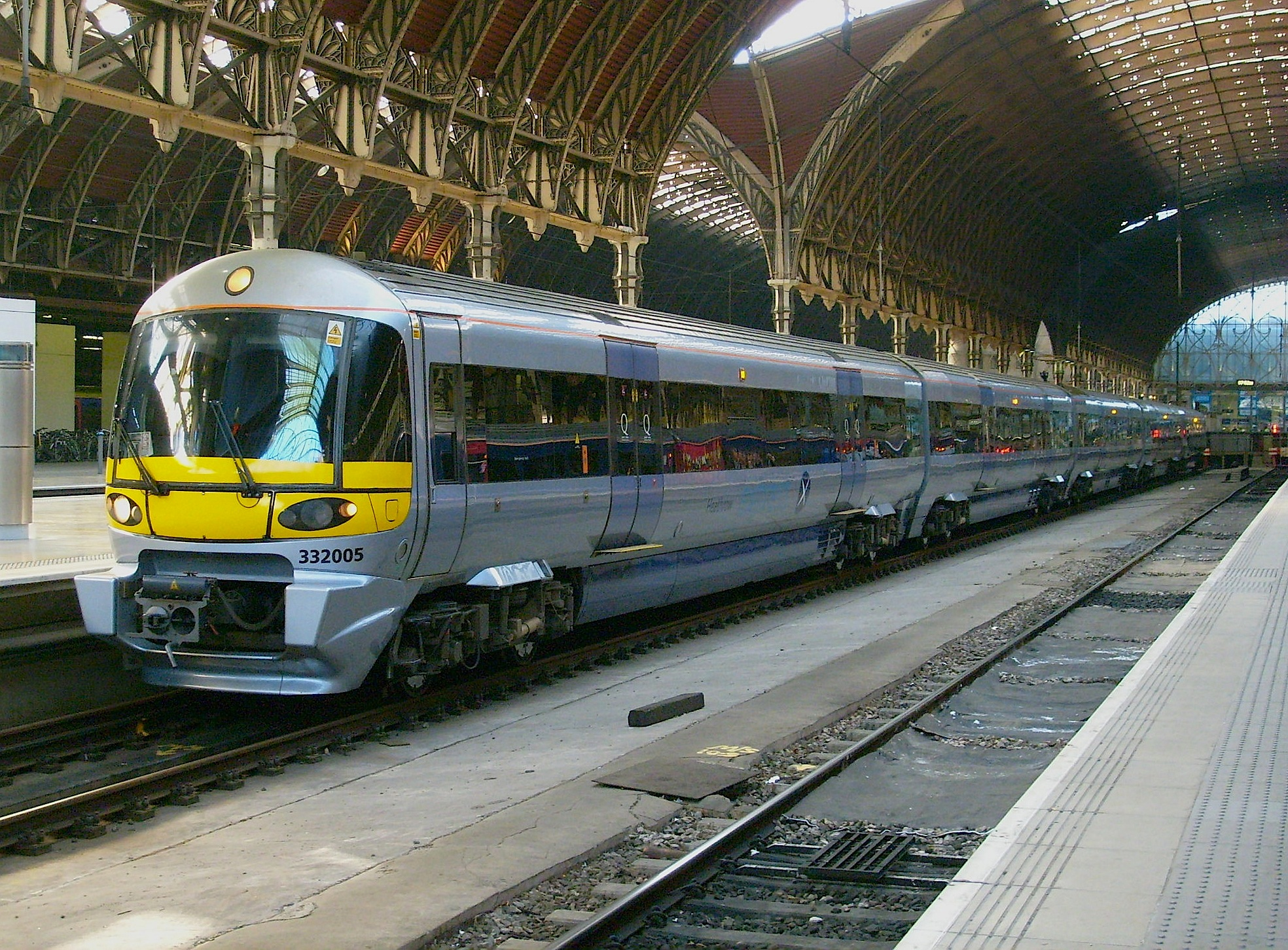
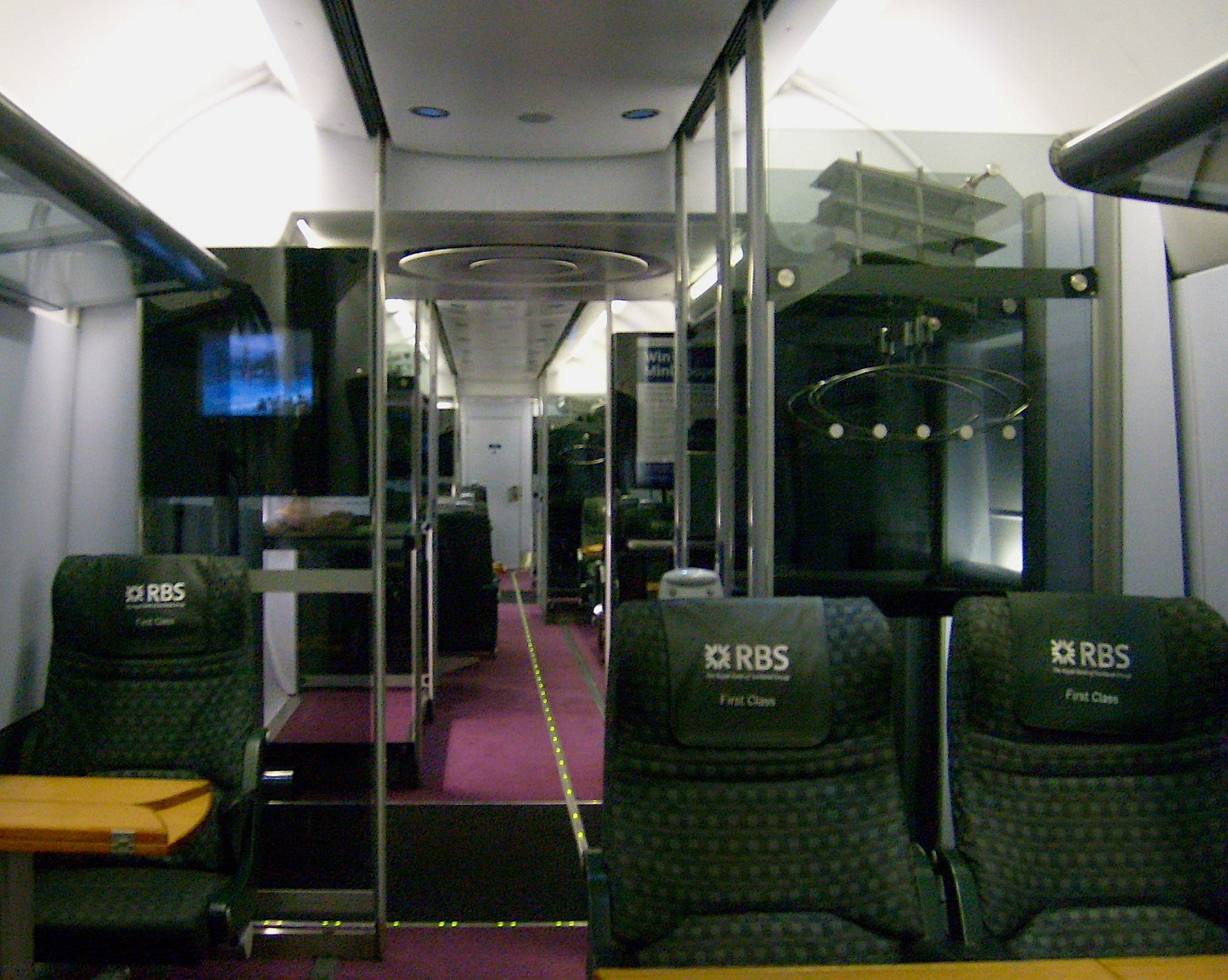
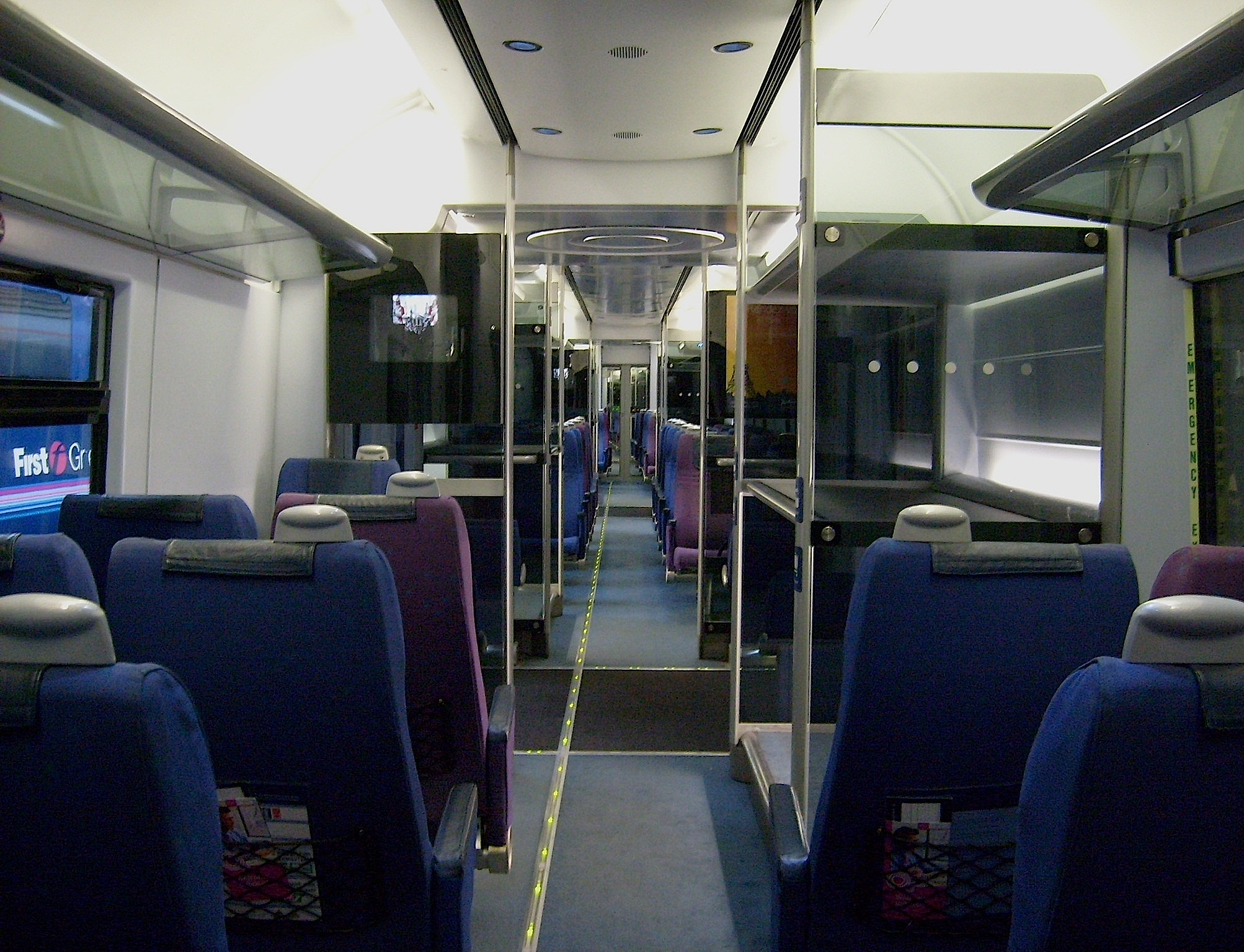

## ایستگاه‌ها
| ایستگاه                    | تصویر | زمان     |
| -------------------------- | ----- | -------- |
| ایستگاه پادینگتون          |       | ۰ دقیقه  |
| ایستگاه راه‌آهن هیترو مرکزی |       | ۱۵ دقیقه |
| ایستگاه ترمینال ۵ هیترو    |       | ۲۱ دقیقه |